# Världsmästerskapen i nordisk skidsport 2011

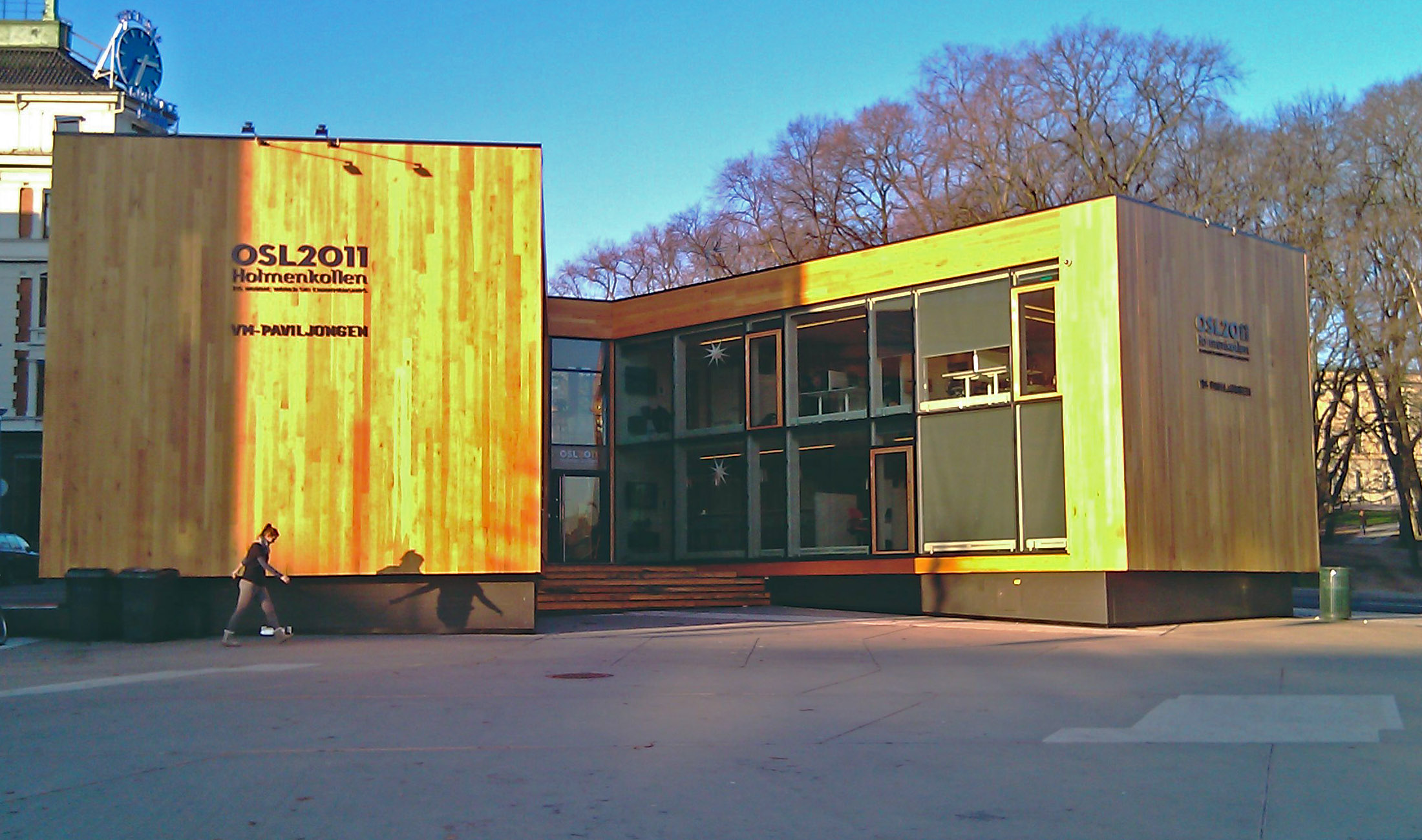
VM-paviljongen för världsmästerskapen i nordisk skidsport 2011. Paviljongen var placerad på 7 juni-plassen i Oslo.

Världsmästerskapen i nordisk skidsport 2011 avgjordes vid Holmenkollen i Oslo i Norge 23 februari-6 mars 2011. Invigningsceremonin hölls på kvällen den 23 februari. Beslutet att tävlingarna skulle arrangeras i Oslo togs av världsskidsportförbundet FIS på ett möte i Vilamoura i Portugal den 25 maj 2006. Övriga ansökande orter i omröstningsfinalen var Zakopane i Polen och Val di Fiemme i Italien.
Längdskidåkningen dominerades av Norge som tog hem 8 av de 12 gulden. Norskan Marit Bjørgen vann fyra guld och ett silver, medan norrmannen Petter Northug vann tre guld och två silver. I herrarnas sprintstafett bärgade Devon Kershaw och Alex Harvey Kanadas första guld någonsin i ett skid-VM. Österrike dominerade i backhoppningen och tog hem samtliga fem guldmedaljer. Även i den nordiska kombinationen var Österrike starkt och tog hem de båda laggulden, men även Tyskland gjorde bra resultat och knep fyra av de sex individuella medaljerna.

## Längdskidåkning

### Herrar
| Datum       | Disciplin          | Guld                                                                          | Silver                                                                  | Brons                                                             |
| 24 februari | Sprint (f)         | Marcus Hellner                                                                | Petter Northug                                                          | Emil Jönsson                                                      |
| 27 februari | 2x15 km dubbeljakt | Petter Northug                                                                | Maksim Vylegzjanin                                                      | Ilja Tjernousov                                                   |
| 1 mars      | 15 km (k)          | Matti Heikkinen                                                               | Eldar Rønning                                                           | Martin Johnsrud Sundby                                            |
| 2 mars      | Sprintstafett (k)  | Kanada Devon Kershaw Alex Harvey                                              | Norge Petter Northug Ola Vigen Hattestad                                | Ryssland Aleksandr Panzjinskij Nikita Krjukov                     |
| 4 mars      | 4x10 km stafett    | Norge Martin Johnsrud Sundby Eldar Rönning Tord Asle Gjerdalen Petter Northug | Sverige Daniel Rickardsson Johan Olsson Anders Södergren Marcus Hellner | Tyskland Jens Filbrich Axel Teichmann Franz Göring Tobias Angerer |
| 6 mars      | 50 km masstart (f) | Petter Northug                                                                | Maksim Vylegzjanin                                                      | Tord Asle Gjerdalen                                               |

| Datum       | Disciplin           | Guld                                                                       | Silver                                                                        | Brons                                                                             |
| 24 februari | Sprint (f)          | Marit Bjørgen                                                              | Arianna Follis                                                                | Petra Majdič                                                                      |
| 26 februari | 2x7,5 km dubbeljakt | Marit Bjørgen                                                              | Justyna Kowalczyk                                                             | Therese Johaug                                                                    |
| 28 februari | 10 km (k)           | Marit Bjørgen                                                              | Justyna Kowalczyk                                                             | Aino-Kaisa Saarinen                                                               |
| 2 mars      | Sprintstafett (k)   | Sverige Ida Ingemarsdotter Charlotte Kalla                                 | Finland Aino-Kaisa Saarinen Krista Lähteenmäki                                | Norge Maiken Caspersen Falla Astrid Jacobsen                                      |
| 3 mars      | 4x5 km stafett      | Norge Vibeke Skofterud Therese Johaug Kristin Størmer Steira Marit Bjørgen | Sverige Ida Ingemarsdotter Anna Haag Britta Johansson Norgren Charlotte Kalla | Finland Pirjo Muranen Aino Kaisa Saarinen Riitta-Liisa Roponen Krista Lähteenmäki |
| 5 mars      | 30 km masstart (f)  | Therese Johaug                                                             | Marit Bjørgen                                                                 | Justyna Kowalczyk                                                                 |

| Sprint, fristil              |
| Herrar Damer                 |
| 10/15 km, klassisk stil      |
| Herrar Damer                 |
| Dubbeljakt                   |
| Herrar Damer                 |
| 30/50 km, masstart, fristil  |
| Herrar Damer                 |
| Sprintstafett, klassisk stil |
| Herrar Damer                 |
| Stafett                      |
| Herrar Damer                 |

| Sprint, fristil              |
| Herrar Damer                 |
| 10/15 km, klassisk stil      |
| Herrar Damer                 |
| Dubbeljakt                   |
| Herrar Damer                 |
| 30/50 km, masstart, fristil  |
| Herrar Damer                 |
| Sprintstafett, klassisk stil |
| Herrar Damer                 |
| Stafett                      |
| Herrar Damer                 |

## Nordisk kombination

### Herrar
| Datum       | Disciplin                       | Guld                                                                 | Silver                                                               | Brons                                                        |
| 26 februari | Normalbacke + 10 km             | Eric Frenzel                                                         | Tino Edelmann                                                        | Felix Gottwald                                               |
| 28 februari | Lagtävling/Normalbacke + 4×5 km | Österrike David Kreiner Bernhard Gruber Felix Gottwald Mario Stecher | Tyskland Johannes Rydzek Björn Kircheisen Tino Edelmann Eric Frenzel | Norge Jan Schmid Magnus Moan Mikko Kokslien Håvard Klemetsen |
| 2 mars      | Stor backe + 10 km              | Jason Lamy-Chappuis                                                  | Johannes Rydzek                                                      | Eric Frenzel                                                 |
| 4 mars      | Lagtävling/Stor backe + 4×5 km  | Österrike Bernhard Gruber Felix Gottwald David Kreiner Mario Stecher | Tyskland Johannes Rydzek Björn Kircheisen Tino Edelmann Eric Frenzel | Norge Jan Schmid Mikko Kokslien Magnus Moan Håvard Klemetsen |

## Backhoppning
| Datum       | Disciplin       | Guld                                                                          | Silver                                                            | Brons                                                                   |
| 26 februari | Normalbacke     | Thomas Morgenstern                                                            | Andreas Kofler                                                    | Adam Małysz                                                             |
| 27 februari | Normalbacke lag | Österrike Gregor Schlierenzauer Martin Koch Andreas Kofler Thomas Morgenstern | Norge Anders Jacobsen Bjørn Einar Romøren Anders Bardal Tom Hilde | Tyskland Martin Schmitt Michael Neumayer Michael Uhrmann Severin Freund |
| 3 mars      | Stor backe      | Gregor Schlierenzauer                                                         | Thomas Morgenstern                                                | Simon Ammann                                                            |
| 5 mars      | Stor backe lag  | Österrike Gregor Schlierenzauer Martin Koch Andreas Kofler Thomas Morgenstern | Norge Anders Jacobsen Johan Remen Evensen Anders Bardal Tom Hilde | Slovenien Peter Prevc Jurij Tepeš Jernej Damjan Robert Kranjec          |

| Individuellt |
| Normal backe |
| Herrar Damer |
| Stor backe   |
| Herrar       |
| Lagtävling   |
| Normal backe |
| Herrar       |
| Stor backe   |
| Herrar       |

| Individuellt |
| Normal backe |
| Herrar Damer |
| Stor backe   |
| Herrar       |
| Lagtävling   |
| Normal backe |
| Herrar       |
| Stor backe   |
| Herrar       |

Herrarnas tävling i stor backe (K120) i VM i backhoppning 2011 avgjordes den 3 mars 2011 i Holmenkollen utanför Oslo i Norge. Guldmedaljör blev Gregor Schlierenzauer, Österrike.

## Tidigare världsmästare
| År   | Ort           | Mästare        |
| ---- | ------------- | -------------- |
| 2001 | Lahtis        | Martin Schmitt |
| 2003 | Val di Fiemme | Adam Małysz    |
| 2005 | Oberstdorf    | Janne Ahonen   |
| 2007 | Sapporo       | Simon Ammann   |
| 2009 | Liberec       | Andreas Küttel |

## Resultat
| Placering | Startnummer | Namn                  | Land      | Längd hopp 1 | Längd hopp 2 | Totalpoäng |
| --------- | ----------- | --------------------- | --------- | ------------ | ------------ | ---------- |
| 1         | 55          | Gregor Schlierenzauer | Österrike | 130.0        | 134.5        | 277.5      |
| 2         | 63          | Thomas Morgenstern    | Österrike | 133.0        | 131.0        | 277.2      |
| 3         | 62          | Simon Ammann          | Schweiz   | 129.5        | 134.5        | 274.3      |
| 4         | 60          | Andreas Kofler        | Österrike | 129.5        | 134.0        | 269.6      |
| 5         | 57          | Matti Hautamäki       | Finland   | 134.5        | 129.0        | 266.2      |
| 6         | 49          | Michael Uhrmann       | Tyskland  | 133.0        | 129.0        | 264.0      |
| 7         | 48          | Anders Bardal         | Norge     | 133.5        | 125.0        | 263.8      |
| 8         | 58          | Martin Koch           | Österrike | 130.0        | 129.5        | 262.3      |
| 9         | 50          | Anders Jacobsen       | Norge     | 134.0        | 123.0        | 260.7      |
| 10        | 59          | Tom Hilde             | Norge     | 133.5        | 128.5        | 259.0      |
| 11        | 61          | Adam Malysz           | Polen     | 126.0        | 130.5        | 227.6      |
| 12        | 56          | Severin Freund        | Tyskland  | 129.5        | 126.0        | 255.2      |
| 13        | 30          | Jernej Damjan         | Slovenien | 123.0        | 131.5        | 247.2      |
| 14        | 53          | Johan Remen Evensen   | Norge     | 125.5        | 119.5        | 244.8      |
| 15        | 37          | Richard Freitag       | Tyskland  | 129.5        | 123.5        | 244.7      |

### Damer
| Datum       | Disciplin   | Guld             | Silver            | Brons         |
| 25 februari | Normalbacke | Daniela Iraschko | Elena Runggaldier | Coline Mattel |

## Medaljligan
Arrangör
| Pl.                   | Nation                | Guld | Silver | Brons | Totalt |
| --------------------- | --------------------- | ---- | ------ | ----- | ------ |
| 1                     | Norge                 | 8    | 6      | 6     | 20     |
| 2                     | Österrike             | 7    | 2      | 1     | 10     |
| 3                     | Sverige               | 2    | 2      | 1     | 5      |
| 4                     | Tyskland              | 1    | 4      | 3     | 8      |
| 5                     | Finland               | 1    | 1      | 2     | 4      |
| 6                     | Frankrike             | 1    | 0      | 1     | 2      |
| 7                     | Kanada                | 1    | 0      | 0     | 1      |
| 8                     | Polen                 | 0    | 2      | 2     | 4      |
| 8                     | Ryssland              | 0    | 2      | 2     | 4      |
| 10                    | Italien               | 0    | 2      | 0     | 2      |
| 11                    | Slovenien             | 0    | 0      | 2     | 2      |
| 12                    | Schweiz               | 0    | 0      | 1     | 1      |
| Totalt antal medaljer | Totalt antal medaljer | 21   | 21     | 21    | 63     |